# Neptune Beach
Neptune Beach is een plaats (city) in de Amerikaanse staat Florida, en valt bestuurlijk gezien onder Duval County.

## Demografie
Bij de volkstelling in 2000 werd het aantal inwoners vastgesteld op 7270.
In 2006 is het aantal inwoners door het United States Census Bureau geschat op 6884, een daling van 386 (-5.3%).

## Geografie
Volgens het United States Census Bureau beslaat de plaats een oppervlakte van
17,7 km², waarvan 6,3 km² land en 11,4 km² water.

## Plaatsen in de nabije omgeving
De onderstaande figuur toont nabijgelegen plaatsen in een straal van 32 km rond Neptune Beach.